# قطعنامه ۱۴۶۶ شورای امنیت
قطعنامه ۱۴۶۶ شورای امنیت سازمان ملل متحد که در تاریخ ۱۴ مارس ۲۰۰۳ تصویب شد، سندی بین‌المللی دربارهٔ بررسی وضعیت میان اریتره و اتیوپی است. این قطعنامه طی نشست ۴۷۱۹ام با ۱۵ رای موافق، ۰ مخالف و ۰ ممتنع تصویب شد.